# La Perla (district)
La Perla is een district in de provincie Callao in de gelijknamige regio van Peru. Het heeft een oppervlakte van 2,75 km² en heeft 59.000 inwoners (2017). Het grenst in het noorden aan het district Bellavista, in het oosten aan de provincie Lima, in het zuiden aan de Stille Oceaan en in het westen aan het district Callao.

## Bestuurlijke indeling
Het district maakt integraal deel uit van de metropool Lima Metropolitana. 